# 西拉陨击坑
西拉陨击坑（Thila）是火星埃律西昂区的一座小撞击坑，其中心坐标为18.09度、西经204.58度，直径5.37公里（3.34英里）。该特征取名自也门西拉，2008年被国际天文联合会行星系统命名工作组批准接受

## 另请查看
- 撞击事件
- 火星撞击坑
- 火星矿石资源
- 行星体系命名法